# Enekulla
Enekulla är en bebyggelse vid nordöstra stranden av Frisjön i Ljushults socken i Borås kommun. Från 2015 avgränsade SCB här en småort. I småorten ingick också de närliggande bebyggelserna Halla, Arnäsholm och Påholmen. Vid avgränsningen 2020 avregistrerades bebyggelsen som småort, men klassades åter som småort 2023.  